# Irabu-jima
Irabu-jima (伊良部島) est une île du Japon, une des îles Miyako dans l'archipel Sakishima.

## Géographie
Elle est administrée, avec les îles Miyako-jima, Kurima-jima et Shimoji-shima, par la ville de Miyakojima.